# Nogra
Genre
Nogra est un genre de plantes à fleurs dicotylédones de la famille des Fabaceae, sous-famille des Faboideae, originaire d'Asie, qui comprend quatre espèces acceptées.

## Liste d'espèces
Selon The Plant List (7 octobre 2018) :
- Nogra dalzellii (Baker) Merr.
- Nogra filicaulis (Kurz) Merr.
- Nogra grahamii (Benth.) Merr.
- Nogra guangxiensis Wei